# Liste der Bodendenkmale in Wittenborn
In der Liste der Bodendenkmale in Wittenborn sind die Bodendenkmale der Gemeinde Wittenborn nach dem Stand der Bodendenkmalliste des Archäologischen Landesamts Schleswig-Holstein von 2016 aufgelistet.
| Denkmal-ID           | Befundart               | Bezeichnung | Zeitstellung                 | Lage | Bemerkungen | Bild |
| -------------------- | ----------------------- | ----------- | ---------------------------- | ---- | ----------- | ---- |
| aKD-ALSH-Nr. 004 594 | Grabmal > Grabhügel     | Grabhügel   | Vor- und/oder Frühgeschichte |      |             |      |
| aKD-ALSH-Nr. 004 595 | Grabmal > Grabhügel     | Grabhügel   | Vor- und/oder Frühgeschichte |      |             |      |
| aKD-ALSH-Nr. 004 596 | Grabmal > Grabhügel     | Grabhügel   | Vor- und/oder Frühgeschichte |      |             |      |
| aKD-ALSH-Nr. 004 597 | Grabmal > Grabhügel     | Grabhügel   | Vor- und/oder Frühgeschichte |      |             |      |
| aKD-ALSH-Nr. 004 598 | Grabmal > Großsteingrab | Steinkammer | Neolithikum                  |      |             |      |
| aKD-ALSH-Nr. 004 599 | Grabmal > Grabhügel     | Grabhügel   | Vor- und/oder Frühgeschichte |      |             |      |
| aKD-ALSH-Nr. 004 600 | Grabmal > Grabhügel     | Grabhügel   | Vor- und/oder Frühgeschichte |      |             |      |
| aKD-ALSH-Nr. 004 601 | Grabmal > Grabhügel     | Grabhügel   | Vor- und/oder Frühgeschichte |      |             |      |
| aKD-ALSH-Nr. 004 602 | Grabmal > Grabhügel     | Grabhügel   | Vor- und/oder Frühgeschichte |      |             |      |
| aKD-ALSH-Nr. 004 603 | Grabmal > Grabhügel     | Grabhügel   | Vor- und/oder Frühgeschichte |      |             |      |
| aKD-ALSH-Nr. 004 604 | Grabmal > Grabhügel     | Grabhügel   | Vor- und/oder Frühgeschichte |      |             |      |
| aKD-ALSH-Nr. 004 605 | Grabmal > Grabhügel     | Grabhügel   | Vor- und/oder Frühgeschichte |      |             |      |
| aKD-ALSH-Nr. 004 606 | Grabmal > Grabhügel     | Grabhügel   | Vor- und/oder Frühgeschichte |      |             |      |
| aKD-ALSH-Nr. 004 607 | Grabmal > Grabhügel     | Grabhügel   | Vor- und/oder Frühgeschichte |      |             |      |